# دير بوبيو

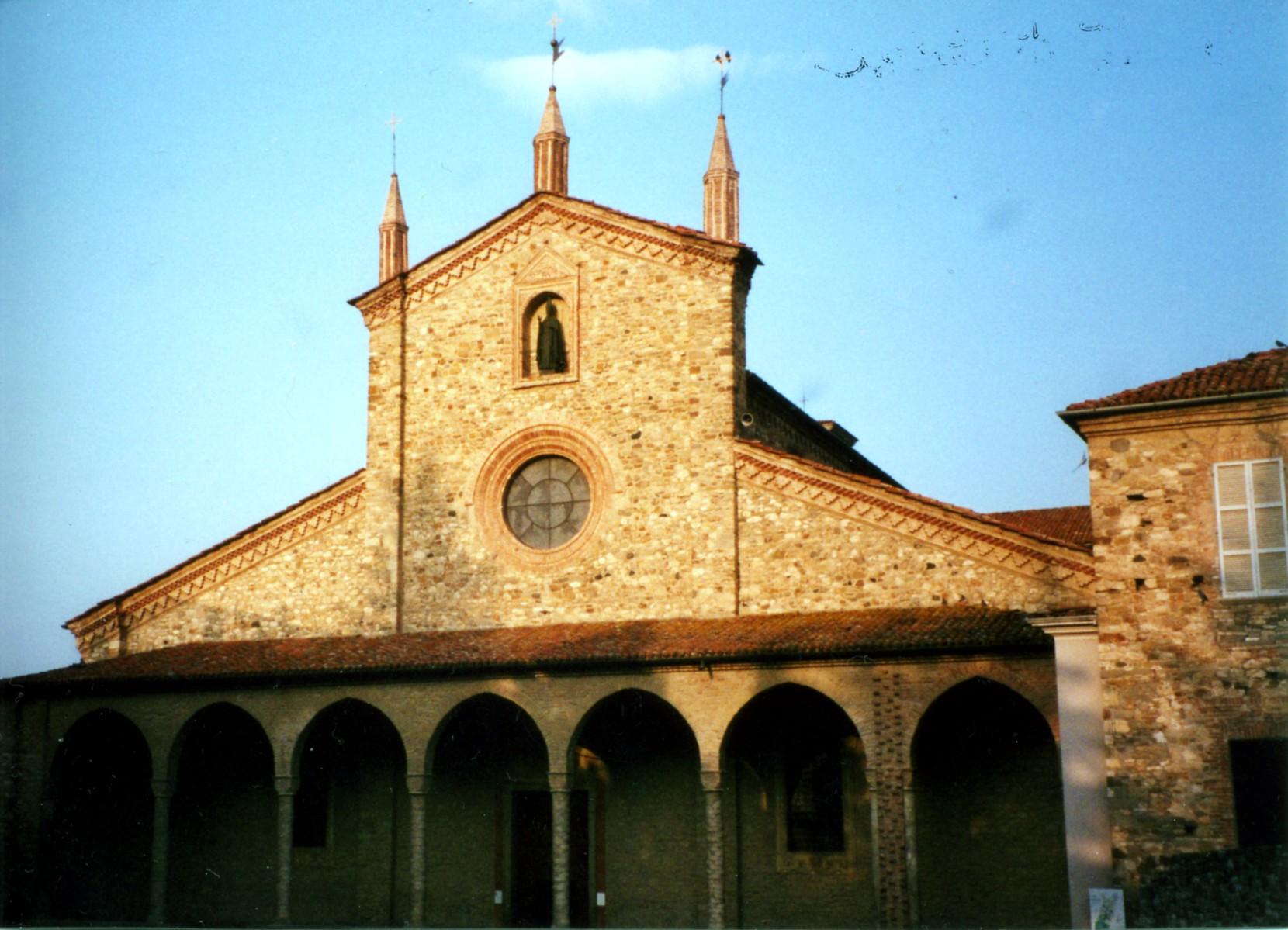
بازيليكا سان كولومبانو.

دير بوبيو هو دير أسسه القديس الأيرلندي كولومبانوس عام 614، ونمت حوله لاحقًا قرية بوبيو في مقاطعة بياتشنزا في إقليم إميليا رومانيا في إيطاليا.